# Educação na Alemanha Nazista
A política educacional na Alemanha nazista, além de transmitir aos alunos o conhecimento teórico, também os treinava política e militarmente. Em 30 de abril de 1934, Bernhard Rust, foi nomeado Ministro da Ciência, Educação e Cultura do Reich, amigo de Hitler e fanático nazista, demitido anteriormente do cargo de mestre-escola provincial por debilidades mentais. As escolas alemãs foram rapidamente nazificadas, os professores eram defensores ou membros do partido nazista, muitos foram treinados para transmitir a ideologia nazista. A Lei do Funcionalismo Civil de 1937 dizia que os professores deviam defender as ideias nazistas e todos os professores juraram fidelidade a Adolf Hitler.
Durante a República de Weimar, as escolas públicas da Alemanha estavam sob o controle das cidades, e as universidades, dos estados. No regime nazista, todas as instituições de ensino não-privadas ficaram submetidas ao controle de Bernhard Rust, ministro da Ciência, Educação, e Cultura Nacional. Rust indicava os reitores e decanos das universidades, os quais eram eleitos formalmente pelos professores das faculdades. Ele também designava os dirigentes das uniões estudantis universitárias, às quais todos os estudantes deviam pertencer; e ainda das uniões de lentes, que abrangiam todos os professores. A Associação Nacional-Socialista dos Lentes Universitários, sob a firme liderança dos nazistas, tinha um papel decisivo na seleção de quem devia ensinar e verificação de se o ensino ministrado estava em conformidade com o nazismo.
Como os nazistas consideravam as crianças o futuro do Reich, e o futuro que essas crianças construiriam era o que estava escrito no Mein Kampf, os professores eram instruídos a ensinar as crianças de modo que elas estivessem de acordo com os princípios educacionais, culturais e morais nazistas. O ensino das "ciências raciais" (em alemão Rassenkunde) dizia que a raça ariana era a raça superior, raça que deveria ter sempre em mente a sua soberania, e ao mesmo tempo compaixão por quase todas as outras raças - os judeus, ditos inferiores, deveriam ser tratados com desprezo. O ensino das ciências naturais deteriorou-se rapidamente. Começou a ser ensinado "física alemã", "química alemã" e "matemática alemã", aplicando-se o nazismo em todas as ciências. A resistência à nazificação da educação foi relativamente pequena, embora alguns poucos tenham se demitido e fugido da Alemanha. Estima-se que 2.800 professores e instrutores - um quarto do total - foram demitidos nos primeiros cinco anos do regime. A maior parte desse número era constituída de professores judeus que se mudaram para fugir do regime.
O professor Rudolf Tomaschek, diretor do "Instituto de Física de Dresden" disse "A física moderna é um instrumento judaico para a destruição da ciência nórdica (…) A verdadeira física é produto do espírito alemão (…) Na realidade, toda a ciência europeia é criação do ariano". Johannes Stark, diretor do "Instituto Nacional Alemão de Ciências Físicas" também pensava dessa forma, dizendo que "os fundadores das pesquisas na física moderna e os grandes descobridores, de Galileu e Newton até os pioneiros da física moderna, foram quase exclusivamente arianos". O professor Wilhelm Müller, do "Colégio Técnico de Aachen" disse que a teoria da relatividade de Einstein fazia parte de uma conspiração judaica para destruir a civilização. O professor Ludwig Bieberback da Universidade de Berlim, também via Eisntein como um charlatão e acreditava que somente à física ariana era a verdadeira. Depois de seis anos o número de estudantes universitários caiu de 127.920 para 58.325. Nos institutos de tecnologia, as inscrições caíram de 20.474 para 9.554. Em torno de 1937 o nível educacional e acadêmico da Alemanha tinha caído rapidamente.

## Juventude Hitlerista

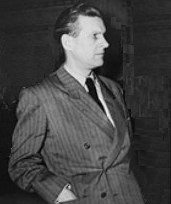
Baldur von Schirach, chefe da Juventude Hitlerista em 1945.

Hitler não acreditava que as escolas públicas pudessem nazificar a juventude, acreditando que a Juventude Hitlerista pudesse fazê-lo, nela as crianças e adolescentes de 6 a 18 anos de ambos os sexos eram organizados em várias de suas formações, porém, a Juventude Hitlerista era um movimento juvenil relativamente pequeno, em 1932, o alistamento total possuía apenas 107.956, enquanto do Comitê do Reich das Associações da Juventude Alemã chegavam a 10.000.000 de jovens, o maior movimento juvenil do mundo. Hitler nomeou Baldur von Schirach, que desde 1925 já era líder da Juventude Hitlerista, "líder da Juventude do Reich Alemão" em junho de 1933, posteriormente em vez de subordinar-se ao Ministério da Educação, Schirach passou a ser responsável diretamente perante o Führer. Schirach imediatamente ordenou que cinquenta homens da Juventude Hitlerista ocupassem o Comitê do Reich das Associações da Juventude Alemã, o chefe do comitê, um antigo general do exército prussiano Vogt, e o almirante da Primeira Guerra Mundial von Trotha, presidente da associação foram destituídos e seus cargos extintos. Centenas de pensões para jovens alemães no valor de alguns milhões de dólares foram confiscadas. Em 1º de dezembro de 1936, Hitler decretou uma lei que extinguia todas as organizações de jovens não-nazistas:
 "(…) Toda a juventude alemã do Reich está organizada nos quadros da Juventude Hitlerista.
A juventude alemã, além de ser educada na família e nas escolas, será forjada física, intelectual e moralmente no espírito do nacional-socialismo (…) por intermédio da Juventude Hitlerista. 
De 6 a 10 anos, um rapaz fazia um aprendizado para servir na Juventude Hitlerista, chamado de Pimpf. Para cada jovem era fornecido um livro de registro, onde seria anotado seu progresso na juventude hitlerista, inclusive seu desenvolvimento das doutrinas nazistas. Aos 10 anos, depois de passar por testes consecutivos de atletismo, acampamento e história nazificada, recebia o grau de Jungvolk (Jovem Camarada), fazendo o seguinte juramento:
Diante dessa bandeira de sangue, que representa nosso Führer, juro devotar todas as minhas energias e forças ao salvador da nossa pátria, Adolf Hitler. Estou disposto e pronto a dar a minha vida por ele, com a ajuda de Deus.

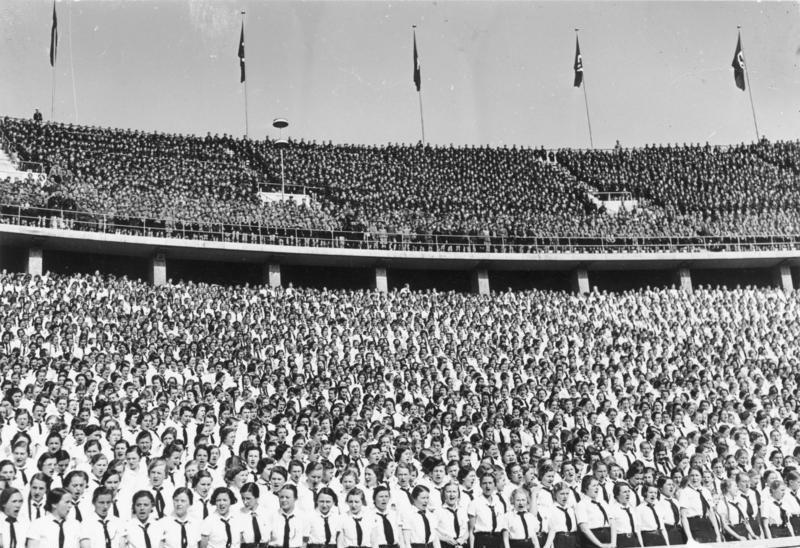
Desfile da Juventude Hitlerista.

Aos 14 anos o rapaz entrava na Juventude Hitlerista propriamente dita, ficando nela até os 18 anos, quando era transferido para a Cooperação pelo Trabalho e o exército. Na Juventude Hitlerista os rapazes recebiam treinamento em doutrinas nazistas, artes militares, acampavam, sendo conhecidos por usarem pesadas mochilas e marcharem nos fins de semana. De 10 a 14 anos, as jovens alemãs eram alistadas como Jungmädel (Jovens Donzelas), seu uniforme era composto de uma blusa branca, saia azul e meias e sapatos de marcha, seu treinamento era como o dos rapazes. Aos 14 anos as moças entravam para a Bund Deutscher Mädel ou B.D.M (Liga das Moças Alemãs), ficando nela até os 21 anos, algumas vezes as moças também faziam experiências em arte militar.
Na Alemanha nazista, dava-se atenção ao fato de que o principal papel das mulheres eram gerarem filhos sadios, propagando a "raça ariana". Aos 18 anos as moças das B.D.M prestavam um ano de serviço nas fazendas — as Land Jahr, equivalente à Cooperação do Trabalho dos rapazes. Sua tarefa consistia em ajudar em casa e no campo, as moças viviam em chácaras ou em pequenos acampamentos nos distritos rurais, onde eram apanhadas por caminhões no início da manhã e levadas às fazendas. Também havia o Ano do Lar, onde em torno de quinhentas mil moças passavam um ano fazendo trabalhos domésticos num lar da cidade. Logo surgiram pais reclamando que suas filhas haviam engravidado (sem se casar) dos camponeses ou dos rapazes da Cooperação do Trabalho, cujo acampamento ficava muitas vezes próximo aos da B.D.M.
No fim de 1938, a Juventude Hitlerista teria 7.728.259 membros, entretanto em torno de 4 milhões de jovens ainda estavam fora da organização, então, em março de 1939, o regime nazista decretou uma lei no qual todos os jovens deviam ser convocados para a Juventude Hitlerista, de forma semelhante ao exército. Caso os pais se recusassem a alistar seus filhos, seriam submetidos a severas sentenças de prisão, ou seus filhos poderiam inclusive ser mandados para orfanatos ou outros locais.
Na Alemanha nazista foram criadas três tipos de escolas para o aperfeiçoamento dos melhores estudantes no nazismo:
- As Escolas Adolf Hitler, sob a direção da Juventude Hitlerista, recebiam os jovens mais promissores da Jungvolk com doze anos, onde ficavam seis anos sob disciplina espartana e preparação intensiva para participarem do partido nazista e dos serviços públicos. Após formados eram escolhidos para uma universidade. Havia dez Escolas Adolf Hitler, fundadas depois de 1937, a principal era a Akademie de Brunswick.
- O Instituto Nacional de Educação Política, sob a direção da SS, que fornece os diretores e a maioria dos professores, seu objetivo é restabelecer a educação ministrada nas antigas escolas militares da Prússia, juntamente com os ensinos da ideologia nazista. Já existiam 31 dessas escolas antes da Segunda Guerra Mundial, das quais, 3 eram para mulheres.
- Os Castelos da Ordem (Ordens-burgen) sob a direção do partido nazista, era a escola em que era preparada a elite nazista, feita nos castelos dos cavaleiros das Ordens Teutônicas dos séculos XIV e XV. Os Castelos da Ordem originais foram baseados no princípio de obediência absoluta ao Mestre, a Ordensmeister, e dedicada à conquista alemã das terras eslavas do Oriente e a escravização dos nativos. Os Castelos da Ordem nazistas possuíam disciplina e propósitos similares. Exclusivamente os jovens nazistas mais fanáticos eram escolhidos, em geral os alunos mais graduados das Escolas Adolf Hitler e dos Institutos Políticos. Havia quatro castelos e os estudantes passavam sucessivamente por eles. O primeiro dos seis anos era empregado numa especialização das "ciências raciais" e de outros aspectos do nazismo. Acentuava-se o treinamento da mente e da disciplina, sendo a preparação física secundária. O segundo ano do Castelo era o inverso, vindo primeiramente o atletismo e os esportes, incluindo subida de montanhas e salto de pára-quedas. O terceiro Castelo, onde os estudantes passavam aproximadamente um ano e meio, proporcionava a instrução política e militar. Finalmente ficavam em torno de um ano e meio no quarto Castelo, de Marienburg, na Prússia Oriental, o Castelo da Ordem que fora uma fortaleza dos antigos Cavaleiros Teutônicos no século XV perto da fronteira polonesa, lá recebiam preparação política e militar concentrada no Lebensraum, a necessidade da Alemanha expandir-se por terras eslavas, uma excelente preparação para os acontecimentos da Segunda Guerra Mundial.

## Censura nos meios de comunicação

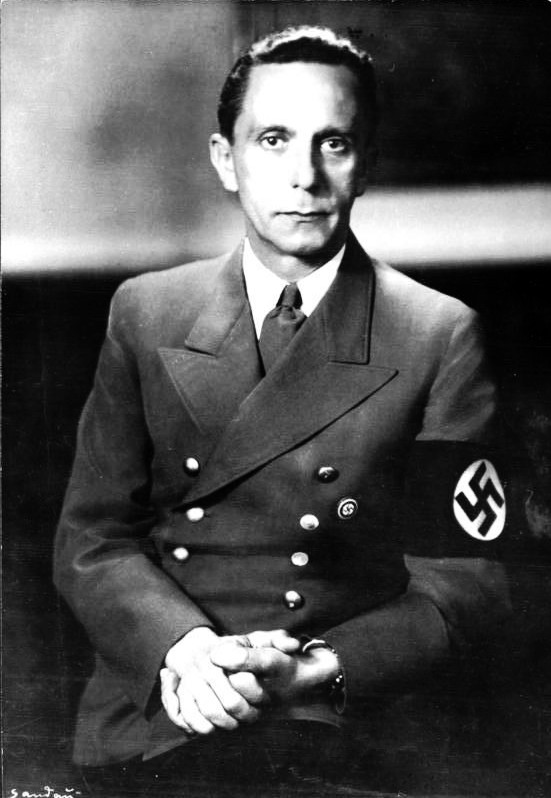
Joseph Goebbels em 1942.

Os meios de comunicação (imprensa, rádio e cinema) eram controlados e censurados pelo Ministério da Propaganda chefiada pelo dr. Joseph Goebbels. Em 4 de outubro de 1933 foi decretada a "Lei de Imprensa do Reich", em que todos os jornalistas deviam ser de nacionalidade alemã, ter ascendência ariana e não possuir qualquer tipo de laços com judeus. O artigo 4 da Lei de Imprensa dizia aos jornalistas "não permitirem nos jornais tudo (…) que fosse desorientador ao público, tendesse à enfraquecer o poderio do Reich (…) ou ofendesse a honra (…) da Alemanha".
Todas as manhãs, os editores dos jornais diários de Berlim e os correspondentes de imprensa da Alemanha se reuniam no Ministério da Propaganda onde o dr. Goebbels ou seus auxiliares, dizia quais notícias deviam ser publicadas ou suprimidas. Para os jornais das cidades pequenas e os periódicos, as instruções eram enviadas por telegrama ou correio. Jornais da Alemanha famosos mundialmente foram forçados a fechar por pertencerem a firmas ou pessoas judaicas, tais como o Vossische Zeitung, comparável ao New York Times e ao The Times de Londres. De 1933 a 1937 o número de jornais diminuiu de 3.607 para 2.671.
Outros jornais continuaram a ser publicados após serem separados de seus vínculos judeus, tais como o Berliner Tageblatt (embora fechado em 1937) e o Frankfurter Zeitung. Os jornais nazistas tornaram-se famosos tais como o jornal matutino Völkischer Beobachter e o vespertino Der Angriff. Todo livro tinha de ser submetido ao Ministério da Propaganda para aprovação antes que fosse publicado e diversos escritores emigraram da Alemanha, como Thomas Mann, por terem suas obras proibidas. Devido à alta censura dos jornais sua compra entrou em declínio. A Eher Verlag, a editora do partido nazista, tornou-se uma das editoras mais lucrativas do mundo na época, uma vez que os jornais nazistas possuíam dois terços da circulação diária de 25 milhões durante a Segunda Guerra Mundial.
O rádio era o principal meio de propaganda da época e foi usado como instrumento de propagando nazista pelo dr. Goebbels por meio do "Departamento de Rádio do Ministério da Propaganda" e a "Câmara do Rádio", na Alemanha a radiodifusão era monopólio do Estado (como em diversos outros países), chamada de "Cadeia de Radiodifusão do Reich".
O cinema, ao contrário do rádio, era um sistema privado, mas era controlado pelo Ministério da Propaganda e pela "Câmara do Cinema", cujo objetivo era "afastar a indústria (…) do pensamento (…) liberal (…) e assim, capacitá-la a receber as tarefas (…) do Estado nacional-socialista". Filmes estrangeiros selecionados continuavam sendo exibidos, assim como filmes nazistas. Leni Riefenstahl foi uma cineasta de destaque na Alemanha nazista.